# Puna metatarsalis
Puna metatarsalis is een hooiwagen uit de familie Cranaidae. De originele naamcombinatie (protoniem) was Yania metatarsalis Kury, 1994.